# Олимпиас (Халкидики)
Олимпиас, или Олимпиада (греч. Ολυμπιάς ή Ολυμπιάδα), — деревня в Греции на северо-востоке периферийной единицы Халкидики. Расположена на высоте 10 метров над уровнем моря, на берегу залива Орфанос (Стримоникос), в 95 километрах от Салоник и в 50 километрах от горы Афон. Соединена автобусным маршрутом с Салониками. Менее чем в километре от Олимпиаса расположен древний Стагир, родина Аристотеля. Административно относится к общине Аристотелис в периферии Центральная Македония. Площадь 13,519 км². По переписи 2011 года численность населения составила 741 человек .
Согласно традиции, населённый пункт получил своё имя в честь матери Александра Македонского Олимпиады, сосланной в эти места царём Кассандром. Олимпиада провела несколько лет в изгнании, по одним источникам, в Стагире, а по другим, на островке Капр (ныне Кафканас) недалеко оттуда.
В 1924 году, после Малоазийской катастрофы в эти места прибыли 50 семей греческих беженцев из Малой Азии, присоединившихся к населению деревни, составлявшему на тот момент около 10 семей. За первые несколько месяцев треть населения умерла от малярии.
Сообщество Олимпиас (Κοινότητα Ολυμπιάδος) создано 28 августа 1928 года (ΦΕΚ 173Α).
В начале XXI века Олимпиас является популярным курортом, привлекающим туристов сочетанием чистого моря и сельской атмосферы с развитой инфраструктурой. В деревне расположены три гостиницы, многие местные жители также сдают комнаты туристам. Особо привлекателен Олимпиас для родителей с маленькими детьми, так как в бухте рядом с деревней глубина моря не превышает 30-50 сантиметров даже в 50 метрах от берега. Помимо пляжей и древнего Стагира, туристов приглашают посетить местный фестиваль св. Кириака, проходящий каждый год 7 июля и известный блюдами из мидий, и полюбоваться видами острова Кафканас.

## Население
| Год  | Население, человек |
| ---- | ------------------ |
| 1991 | 599                |
| 2001 | 571                |
| 2011 | ↗ 741              |